# Hoplosmia distinguenda
Hoplosmia distinguenda là một loài Hymenoptera trong họ Megachilidae. Loài này được Tkalcu mô tả khoa học năm 1974.